# Anton Frühauf
Anton Frühauf (* 8. Juli 1914 in Meran, Österreich-Ungarn; † 2. Jänner 1999 in Meran) war ein Juwelier aus Meran in Südtirol und dritter Inhaber des Familienunternehmens gleichen Namens.

## Herkunft

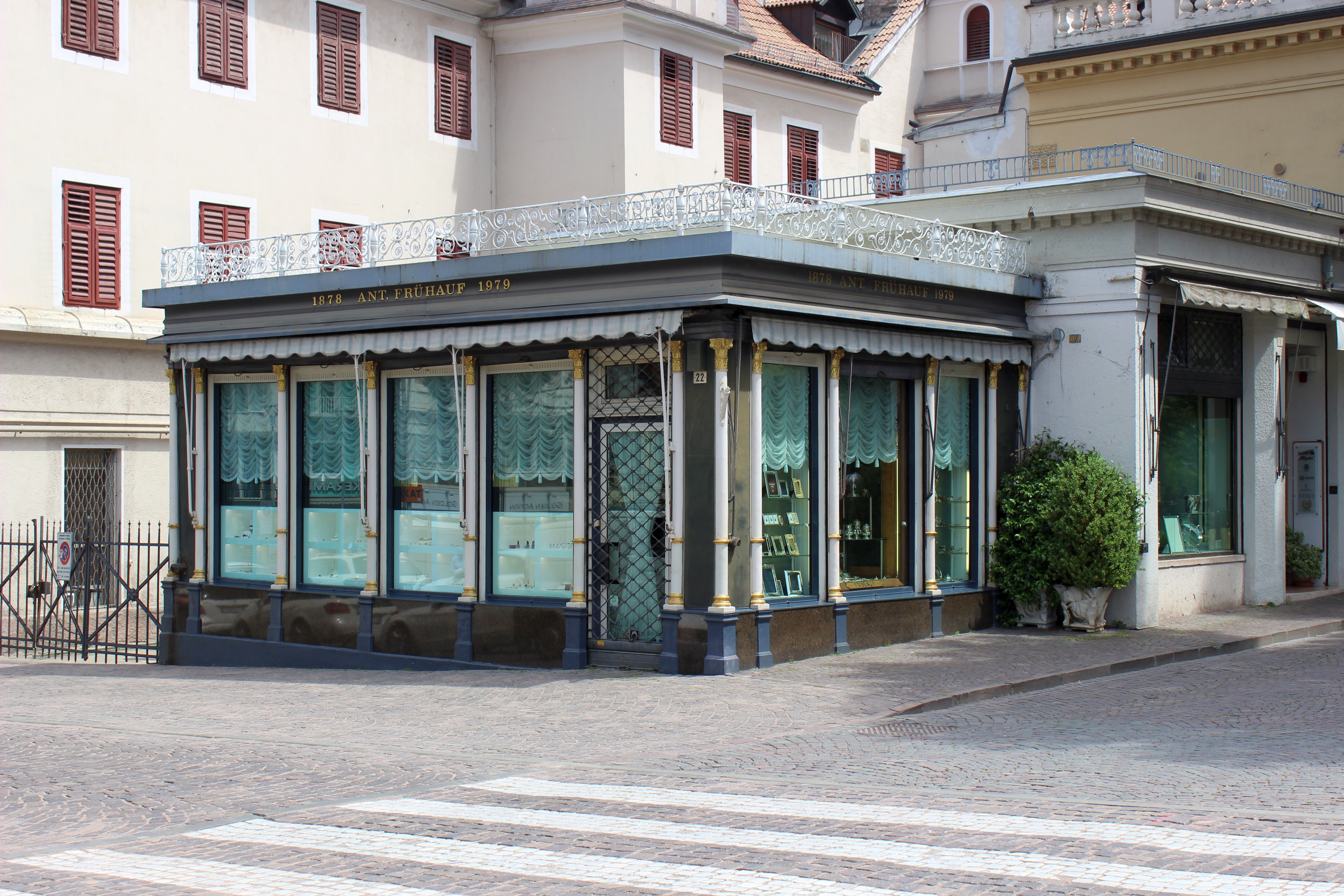
A. Frühauf in Meran 2015

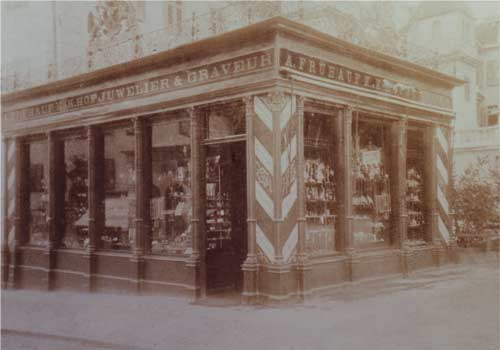
Der k.u.k. Hof-Juwelier A. Frühauf in Meran vor 1918

Anton Frühaufs Großvater Anton Frühauf (I.) stammte aus Kärnten. 1874 kam er als Wandergeselle und Goldschmied nach Meran, wo er eine Werkstatt an der Maiastraße einrichtete. 1883 kam ein Geschäftspavillon im Jugendstil an der Postbrücke / Ecke Kurpromenade dazu. Er wurde zum renommiertesten Gold- und Silberschmied und Graveur in Meran. Frühauf wurde zum k.u.k. Hof-Juwelier ernannt. 1886 ließ er sich eine Telefonleitung zwischen seiner Werkstatt und dem Geschäft an der Postbrücke legen, dies war die erste Telefonleitung Merans.
Aus seiner Ehe mit Marie Laner entstammte der Sohn Anton Frühauf (II.). Anton Frühauf (I.) verstarb früh, seine Witwe leitete die Geschäfte und ehelichte später Christoph Unterrauer. Anton Frühauf (II.) trat dem Geschäft bei und führte es weiterhin erfolgreich. Er heiratete Maria Reichhart aus Niederbayern, aus der Ehe entstammte Anton Frühauf (III.). Heute ist der Besitzer des Geschäftes Markus Frühauf, sein Sohn.

## Leben und Werk
Anton Frühauf (III.) war der dritte Namensträger und wurde 1914 in Meran geboren. Er war Juwelier und freischaffender Künstler, Maler, Graphiker und Karikaturist. Von 1928 bis 1932 besuchte er die Handelsakademie Innsbruck. Von 1935 bis 1936 arbeitete er als Volontär bei Firma Davide Ventrella in Rom. Von 1937 bis 1938 studierte er für zwei Semester an der Staatsschule für angewandte Kunst in München. Zur gleichen Zeit arbeitete er bei Weisshaupt in München bis 1940. Darauf folgte von 1941 bis 1943 eine Lehramtsstelle als Zeichenlehrer an der Technischen Hochschule München. Danach wurde Frühauf zum Kriegsdienst eingezogen. Nach Kriegsende gründete er seine eigene Werkstatt in Meran.
Modernistische Juweliere identifizierten sich als Künstler, die tragbare Kunstwerke herstellten. Die modernistische Juweliersbewegung fing in den 1930er Jahren an und entwickelte eine Eigendynamik in den Jahrzehnten nach dem Zweiten Weltkrieg. Frühauf wurde ab den 1950er Jahren zu einem einflussreichen Juwelier. Wie seine amerikanischen Zeitgenossen entwarf und fabrizierte er seine Schmucksachen selbst. Seine Goldschmiedewerke sind normalerweise von einer lebhaften Oberfläche gekennzeichnet, die durch Edelsteine hervorgehoben werden. Er ließ sich von der Natur, dem Menschen und der Umwelt inspirieren. Er verwendete abstrahierte Blätter und Baumrinde in Form von Ringen und Hängern, dazu archaisch anmutende Schmuckstücke mit Jagdszenen; aus Einzelteilen zusammengefügte Broschen, die an geometrisch-abstrakte Plastiken und Gemälde erinnern. Dazu kam die Verwendung von ungewöhnlichen Materialien in der Kombination mit Gold, Silber und Schmucksteinen.
Anton Frühauf (III.) erhielt zahlreiche Auszeichnungen und mehrere Preise, wie zum Beispiel den Österreichischen Staatspreis für das „Königsarmband“. 1957 erhielt er bei der Internationalen Handwerksmesse in München die Goldmedaille des Bayerischen Staatspreises, 1968 wurde ihm in der Innsbrucker Hofburg bei der Ausstellung „Gold und Silber“ der österreichische Staatspreis verliehen, 1970, 1976, 1979 und 1983 war er bei der „International Jewellery Arts Exhibition“ in Tokio dabei, bei der Biennale in Florenz im Jahr 1973, 1984 erhielt er erneut in München bei der 36. Internationalen Handwerksmesse die Goldmedaille des Bayerischen Staatspreises, 1996 wurde er in Innsbruck mit dem Verdienstkreuz des Landes Tirol geehrt.
Seine Werke befinden sich in zahlreichen Museen, so im Schmuckmuseum Pforzheim, im Museum für moderne Kunst in Bozen und im Museum of Fine Arts in Boston.